# Def Squad
Def Squad — американская хип-хоп-супергруппа, образовавшаяся в 1993 году после распада другой супергруппы Hit Squad из-за разногласий между участниками группы EPMD, Эриком Сёрмоном и Пэрришем Смитом. В состав Def Squad входят Erick Sermon, Redman и Keith Murray.
В 1998 году группа выпустила свой единственный альбом El Niño, который достиг 2 места в чарте Billboard 200 и 1 места в чарте Top R&B/Hip Hop Albums в американском журнале Billboard. Альбом был сертифицирован в США как «золотой» 29 июля 1998 года. Его главный сингл «Full Cooperation» достиг 51 места в чарте Hot R&B/Hip-Hop Songs.
Группа также известна своим ремейком песни «Rapper’s Delight» группы Sugarhill Gang.

## Дискография

### Студийные альбомы
| Название                        | Детали альбома                                                                               | Высшая позиция в чартах | Высшая позиция в чартах            | Сертификации |
| Название                        | Детали альбома                                                                               | Billboard 200           | Top R&B/Hip-Hop Albums (Billboard) | RIAA         |
| ------------------------------- | -------------------------------------------------------------------------------------------- | ----------------------- | ---------------------------------- | ------------ |
| El Niño                         | - Выпущен: 30 июня 1998 года - Лейбл: Def Jam - Формат: CD, cassette, digital download, LP   | 2                       | 1                                  | Золотой      |
| Def Squad Presents Erick Onasis | - Выпущен: 16 мая 2000 года - Лейбл: DreamWorks - Формат: CD, cassette, digital download, LP | 53                      | 15                                 |              |

### Синглы
| Год  | Сингл                                                  | Высшая позиция в чартах | Высшая позиция в чартах | Высшая позиция в чартах | Высшая позиция в чартах | Альбом                          |
| Год  | Сингл                                                  | Billboard Hot 100       | Hot R&B/Hip-Hop Songs   | Hot Rap Songs           | Hot R&B/Hip-Hop Airplay | Альбом                          |
| ---- | ------------------------------------------------------ | ----------------------- | ----------------------- | ----------------------- | ----------------------- | ------------------------------- |
| 1998 | «Full Cooperation»                                     | –                       | 51                      | –                       | 63                      | El Niño                         |
| 2000 | «Focus» (Def Squad feat. DJ Quik & Xzibit)             | –                       | 63                      | –                       | 55                      | Def Squad Presents Erick Onasis |
| 2000 | «Why Not» (Def Squad feat. Erick Onasis & Slick Rick)  | –                       | 89                      | 30                      | –                       | Def Squad Presents Erick Onasis |
| 2000 | «Get Da Money» (Def Squad feat. Ja Rule, Erick Onasis) | –                       | –                       | 48                      |                         | Def Squad Presents Erick Onasis |
| 2003 | «Yeah Yeah U Know It» (Keith Murray feat. Def Squad)   | 99                      | 50                      | –                       | 51                      | He’s Keith Murray               |